# بن برايس
بن برايس (بالإنجليزية: Ben Price)‏ هو ممثل بريطاني، ولد في 1972 في المملكة المتحدة.

## وصلات خارجية
- بن برايس على موقع IMDb (الإنجليزية)
- بن برايس على موقع قاعدة بيانات الفيلم (الإنجليزية)